# アレクサンダー・ウィリアム・ドニファン

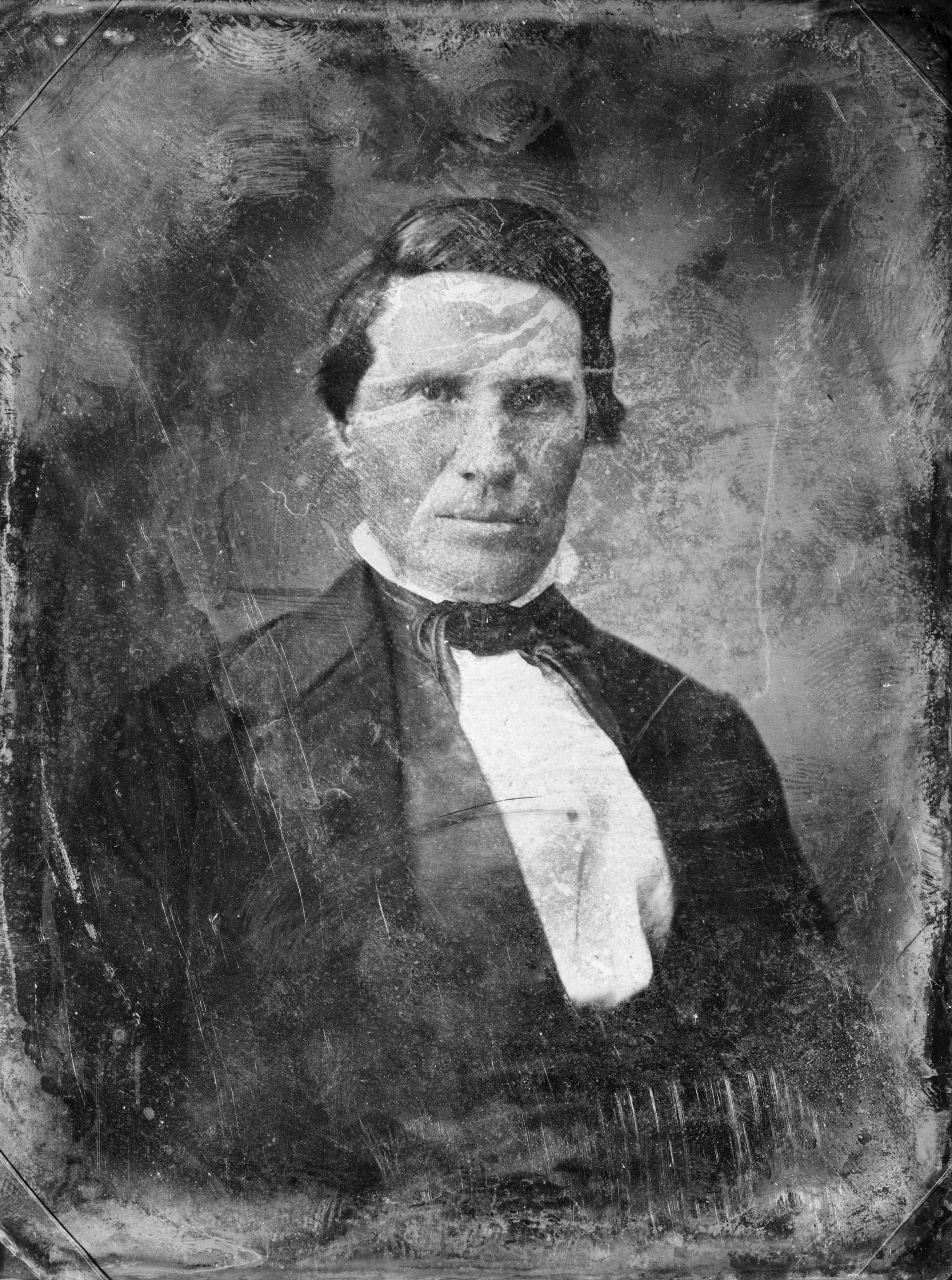
アレクサンダー・ウィリアム・ドニファン

アレクサンダー・ウィリアム・ドニファン（Alexander William Doniphan, 1808年7月9日 - 1887年8月8日）は、アメリカ合衆国の弁護士、軍人。ケンタッキー州メイソン郡で生まれる。彼は1824年にオーガスタ・カレッジを卒業し、1830年には法廷弁護士として承認され、レキシントンで開業した。彼はすぐにさらに西のリバティへ引っ越し、ミズーリ州で最高の弁護士の一人という名声を増した。彼はまた、1836年、1840年、そして1854年にも、ホイッグ党の一員として州議会で務めた。
弁護士として優れていたのと同時に、彼はとりわけ軍人としての経歴が記憶にとどめられている。1838年までに、彼は州民兵の准将に昇格した。州軍の大軍を導いて、彼はモルモン教の預言者ジョセフ・スミス・ジュニアとその他のリーダーたちを逮捕し、ミズーリ州から強制的に立ち去らせた。その際に、彼はスミスを処刑する命令に従うのを拒否し、自警団の武力がモルモン教徒へ甚大な危害を加えることを防いだ。
1846年の米墨戦争の開始の時、ドニファンは、ミズーリ騎馬志願兵(Missouri mounted volunteers)第1連隊の大佐として、米国陸軍に入隊した。サンタフェにおけるスティーブン・W・カーニーの進軍とメキシコへの遠征を含むいくつかの作戦で、栄誉ある任務を果たした。 その遠征で彼の隊は、1846年クリスマスの日のエル・ブラジート(El Brazito、現在のテキサス州エルパソの外れ)の戦いとサクラメントの戦いで勝利し、メキシコのチワワ州への進撃を可能にした。
米墨戦争の後、彼はメキシコから併合された領地のため、英語とスペイン語で組み立てるようカーニー将軍に任命され、カーニー・コードとして知られる民法の規範を作った。彼は南北戦争に導いた出来事に対して中道で、脱退に反対しミズーリ州の中立を支持した。奴隷所有者であるドニファンは、共和党が即座に解放をするだろうことが明白になった後にのみ、奴隷制の緩やかな除去を支持した。北軍は彼に最高指揮官の地位を提供したが、彼は南北戦争で活動はせず、代わりにセントルイスに移動した。
1860年代の終わりに、ドニファンはミズーリ州リッチモンドに法律事務所を再び創設し、その場所で死んだ。彼はリバティのフェアヴュー墓地のオベリスク(塔)の下に埋葬されている。
ドニファンは1836年、エリザベス・ジェーン・ソーントンと結婚し、二人の子供をもうけたが、どちらも18歳までは生きられなかった。